# California State Route 140
De California State Route 140, afgekort CA 140 of SR 140, is een state highway van de Amerikaanse deelstaat Californië. De autoweg verbindt de San Joaquin Valley met de Yosemite Valley in het gelijknamige nationale park in de Sierra Nevada.

## Wegbeschrijving

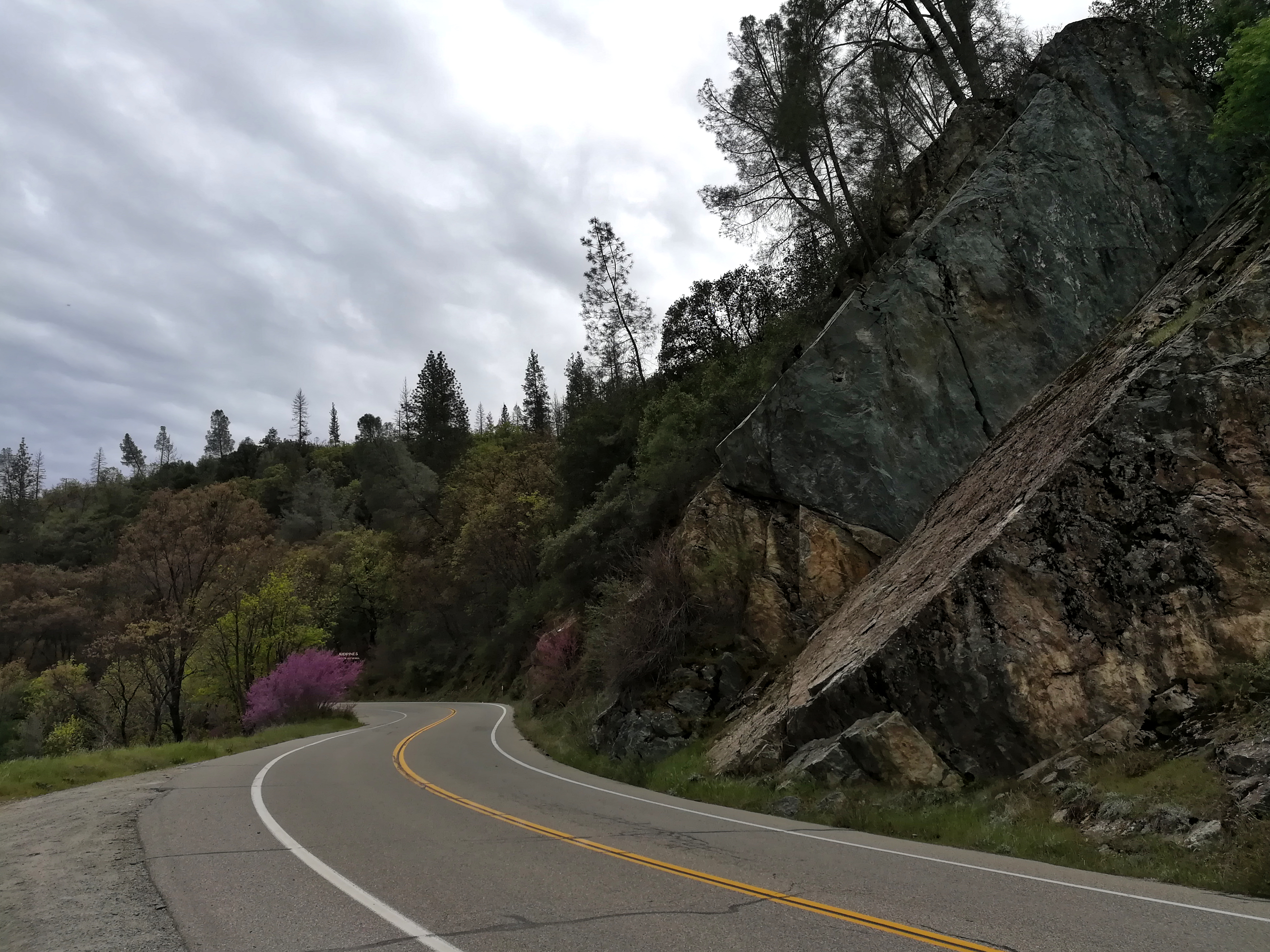

State Route 140 begint ten westen van Gustine waar ze aansluit op de grote Interstate 5. De weg gaat oostwaarts tot in Gustine, waar ze overlapt met SR 33. Bij het verlaten van Gustine gaat de SR 140, bijgenaamd de Central Yosemite Highway, verder oostwaarts en noordoostwaarts door de graslanden van het Great Valley Grasslands State Park. 46 km voorbij Gustine, komt de SR 140 Merced binnen, waar ze eventjes met de SR 99 samenvalt. De weg vervolgt dan haar rechte parcours tot ze de uitlopers van de Sierra Nevada nadert, waar ze een draai naar links neemt. In Mariposa kruist de 140 met SR 49. Ter hoogte van Midpines loopt de weg door een bos van ponderosadennen. Voorbij het dorp daalt de weg al kronkelend af naar de Merced River. Die blijft ze volgen tot in de toeristische Yosemite Valley. Vanaf de grens van het Yosemite National Park, voorbij El Portal, is de weg in het beheer van de National Park Service en staat ze bekend als de El Portal Road.